# ژلیکو گاوریچ
ژلیکو گاوریچ (سیریلیک صربی: Жељко Гаврић؛ زادهٔ ۵ دسامبر ۲۰۰۰) بازیکن فوتبال اهل صربستان است.
از باشگاه‌هایی که در آن بازی کرده‌است می‌توان به باشگاه فوتبال فرنتس‌واروش، باشگاه فوتبال ستاره سرخ بلگراد، و باشگاه فوتبال داک ۱۹۰۴ دونایسکا استردا اشاره کرد.
وی همچنین در تیم‌های ملی فوتبال زیر ۲۱ سال صربستان، و صربستان بازی کرده‌است.